# Maszeńka
Maszeńka (ros. Машенька) – debiutancka powieść Vladimira Nabokova opublikowana pod pseudonimem W. Sirin w 1926 r. w Berlinie. Fabuła powieści koncentruje się na postaci mieszkającego w Berlinie emigranta Lwa Glebowicza Ganina, który dowiaduje się, że żona jego sąsiada, mająca przybyć niedługo do Berlina, jest jego ukochaną z lat młodości. To odkrycie budzi u niego ogromną tęsknotę za ojczyzną i dawną miłością. Powieść jest historią o nostalgii i sile wspomnień. Stanowi również obyczajowy obrazek z życia emigrantów rosyjskich w Niemczech.

## Powstanie i publikacja powieści
Według Andrew Fielda pomysł na powieść narodził się, kiedy Nabokov odbierał z berlińskiego dworca dawną służącą swojej rodziny. Służąca przyjechała z Estonii i przywiozła ze sobą jamnika Boksa, którego pisarz nie widział od kilku lat.
Maszeńka powstała na przełomie września i października 1925 r. w Berlinie. W listopadzie Nabokov wprowadził ostatnie poprawki. 23 stycznia 1926 r. odczytał utwór na spotkaniu kółka literackiego, założonego w stolicy Niemiec przez Raissę Tatarinow i Julija Eichenwalda. Przyjęto ją z wielkim entuzjazmem, a autora porównano do Iwana Turgieniewa.

### Publikacja
- 15 lutego 1926 - Nabokov podpisał umowę na wydanie Maszeńki[4].
- 21 marca 1926 – książka ukazała się w berlińskim wydawnictwie emigracyjnym "Słowo"[4][5].
- 1928 – wyszedł niemiecki przekład powieści. Najpierw w odcinkach w gazecie "Vossische Zeitung" (pod tytułem Maschenjka kommt), potem w formie książkowej w wydawnictwie Ullstein (tytuł: Sie kommt – kommt sie?) w autoryzowanym przekładzie J. M. Schuberta i G. Jarcho.
- 1970 – publikacja przekładu angielskiego (pod tytułem Mary) w wydawnictwie McGraw-Hill. Autorem przekładu był Michael Glenny, ale Nabokov wprowadził poprawki autorskie do tłumaczenia[5].

## Fabuła utworu
Akcja Maszeńki rozpoczyna się w niedzielę. Głównym bohaterem powieści jest Lew Glebowicz Ganin. Mieszka w Berlinie w pensjonacie dla rosyjskich emigrantów, utrzymuje się z najróżniejszych dorywczych prac. Nie zadowala go ten sposób życia, chciałby opuścić Berlin, ale nie potrafi się na to zdecydować, gdyż pociągałoby to za sobą konieczność zerwania związku z Ludmiłą, której (pomimo narastającej irytacji i obrzydzenia) nie potrafi zranić. Jednak, bez większego przekonania, wyznacza termin swojego wyjazdu na sobotę. W niedzielny wieczór podczas awarii windy poznaje swojego sąsiada, Aleksjeja Iwanowicza Ałfiorowa, oczekującego niecierpliwie na sobotni przyjazd z Rosji swojej żony Marii, która nie mogła wcześniej udać się wraz z nim na emigrację. Następnego dnia Ałfiorow pokazuje Ganinowi jej zdjęcia. Bohater rozpoznaje w Marii Maszeńkę, dziewczynę, którą kochał, mając szesnaście lat. Wspomina czasy swojej miłości, pierwsze doświadczenia seksualne, młodość w Rosji, wakacje. Orientuje się, że nigdy nie przestał kochać Maszeńki. We wtorek ostatecznie zrywa z Ludmiłą. Dwa dni później (czwartek) wpada mu w ręce depesza do Ałfiorowa, w której Maszeńka informuje o planowanej godzinie swojego przyjazdu. Narasta w nim pragnienie odzyskania dawnej ukochanej. W piątek Ganin pomaga swojemu sąsiadowi, poecie Podtiaginowi zdobyć upragnioną wizę do Francji. Formalności zostają załatwione pomyślnie, jednak tuż potem Podtiagin gubi paszport. Zmartwienie doprowadza go do ataku serca, umierający znajduje się z powrotem w pensjonacie. Ganin postanawia następnego dnia odebrać Maszeńkę z dworca i wraz z nią uciec z Berlina. Przestawia budzik Ałfiorowa tak, aby ten zaspał na przyjazd żony. 
W sobotę rano Ganin udaje się na dworzec, żeby odebrać przyjeżdżającą Maszeńkę. Już na dworcu dochodzi jednak do wniosku, że nie można wskrzesić przeszłości, a miejsce dawnej miłości jest jedynie we wspomnieniach. Zmienia zamiar i sam wyjeżdża z Berlina, nie widząc nawet swojej dawnej ukochanej. 

### Najważniejsze postacie
- Lew Glebowicz Ganin – rosyjski emigrant, dawny partyzant, mieszka w berlińskim pensjonacie (pokój nr 2), utrzymuje się z najróżniejszych prac dorywczych (kelner, robotnik, statysta filmowy).
- Maszeńka (Maria) – dawna ukochana Ganina. Bohater poznał ją na wakacjach w okolicach Petersburga, kiedy oboje byli nastolatkami. Po zakończeniu ich związku kilkakrotnie wymieniała z Ganinem listy. Po kilku latach Ganin odkrywa, że jest ona żoną jego sąsiada z pensjonatu – Ałfierowa. Nabokov nazywa tę postać "siostrą-bliźniaczką" swojej ukochanej z lat młodości, opisanej w autobiografii Pamięci przemów! jako Tamara (naprawdę ówczesna miłość Nabokova nazywała się Walentina Jewgienijewna Szulgina). Wielu krytyków widzi również w Maszeńce symbol Rosji i tęsknoty za utraconą ojczyzną[6].
- Aleksjej Iwanowicz Ałfiorow – nauczyciel matematyki, mąż Maszeńki. Mieszka w pensjonacie w pokoju nr 1.
- Ludmiła – kochanka Ganina, ma żółte włosy, usta maluje na fioletowo, co szczególnie brzydzi głównego bohatera. Ganin zrywa z nią pod wpływem wspomnienia Maszeńki.
- Lidia Dorn – właścicielka pensjonatu, wdowa po niemieckim kupcu. Mieszka w pokoju nr 3.
- Anton Siergiejewicz Podtiagin – stary poeta, bezskutecznie próbuje zdobyć wizę i wyjechać do Paryża, gdzie czeka na niego rodzina. Umiera na atak serca. Zamieszkuje pokój nr 4.
- Klara - przyjaciółka Ludmiły, ma 25-26 lat, zakochana w Ganinie. Zarabia na życie, pisząc na maszynie. Zajmuje w pensjonacie pokój nr 5.
- Kolin i Gornocwietow – tancerze baletowi. Mieszkają w pokoju nr 6.

## Adaptacja filmowa
W 1987 r. na podstawie powieści nakręcono film Maschenka w reżyserii Johna Goldschmidta. Rolę Ganina zagrał Cary Elwes.